# Albert souffre
Pour plus de détails, voir Fiche technique et Distribution.
Albert souffre est un film français de Bruno Nuytten sorti en 1992 dont la bande originale est signée par les Pixies.

## Synopsis
Albert (Julien Rassam) dérange un couple d'amis préparant un concours d'entrée d'une grand école en s'installant chez eux. Jérôme, pourtant ami d'enfance d'Albert, est furieux.

## Fiche technique
- Titre : Albert souffre
- Réalisation : Bruno Nuytten
- Scénario : Bruno Nuytten
- Production : Albert Koski et Alain Sarde
- Musique originale : Pixies
- Photographie : Eric Gautier
- Distribution : Tatiana Vialle
- Sociétés de Production : Les Films Alain Sarde, Renn Productions et Spitz Productions
- Durée : 105 minutes
- Pays de production : France
- Langue : Français
- Date de sortie : 
  - France : 2 septembre 1992

## Distribution
- Julien Rassam : Albert
- Joséphine Fresson : Carlotta
- Dominique Marcas
- Kristen McMenamy (en) : Jo Ann
- Mathilde Mélèse : Whore
- Collin Obomalayat : Charles
- Jean-Michel Portal : Jérôme
- Estelle Skornik : Jeanne
- Géraldine Marcet : Étudiante